# Suchitepéquez
Suchitepéquez is een departement van Guatemala, gelegen in het zuidwesten van het land aan de Grote Oceaan. De hoofdstad is Mazatenango.
Het departement bestrijkt een oppervlakte van 2510 km² en heeft 554.695 inwoners (2018).

## Gemeenten
Het departement is ingedeeld in 21 gemeenten:
- Chicacao
- Cuyotenango
- Mazatenango
- Patulul
- Pueblo Nuevo
- Río Bravo
- Samayac
- San Antonio Suchitepéquez
- San Bernardino
- San Francisco Zapotitlán
- San Gabriel
- San José El Ídolo
- San José La Maquina
- San Juan Bautista
- San Lorenzo
- San Miguel Panán
- San Pablo Jocopilas
- Santa Bárbara
- Santo Domingo Suchitepéquez
- Santo Tomás La Unión
- Zunilito

Alta Verapaz · Baja Verapaz · Chimaltenango · Chiquimula · El Progreso · Escuintla · Guatemala · Huehuetenango · Izabal · Jalapa · Jutiapa · Petén · Quetzaltenango · Quiché · Retalhuleu · Sacatepéquez · San Marcos · Santa Rosa · Sololá · Suchitepéquez · Totonicapán · Zacapa